# Peter Kilsdonk
Peter Kilsdonk (Doorwerth, 1954) is een Nederlands architect die vooral bekend is geworden als stationsarchitect van de Nederlandse Spoorwegen in de jaren tachtig, waarin hij enkele vernieuwende ontwerpen maakte.

## Loopbaan
Kilsdonk studeerde bouwkunde en architectuur aan de TU Delft en trad in 1978 in dienst bij het architectenbureau van de NS, dat onder leiding stond van Koen van der Gaast.
Met de in 1983 aangetrokken architecten Harry Reijnders en Rob Steenhuis en constructief ontwerper László Vákár was hij verantwoordelijk voor de nieuwe generatie stations van de jaren tachtig, waarin veel staal en glas werd toegepast en er voor het eerst sprake was van een expressief kleurgebruik. Deze stations worden gerekend tot de architectuurstroming "High Tech".
In deze periode ontwierp Kilsdonk onder andere de stations van de Flevolijn in Almere en Lelystad: Almere Centrum, Almere Muziekwijk, Almere Buiten, Almere Parkwijk (later uitgevoerd met wijzigingen) en Lelystad Centrum. Die laatste is inmiddels benoemd tot gemeentelijk monument.
Ook de stations van Zaandam, Oss en Doetinchem zijn van zijn hand. 
Eind jaren tachtig restaureerde hij station Wolvega en werkte met Benthem Crouwel aan de integratie van het NS-station Schiphol met de luchthaventerminals.
In 1993 werd zijn laatste NS-werk voltooid: het kruisingsstation Duivendrecht.
Daarna startte hij zijn eigen architectenbureau.
In 2012 werd hij door de gemeente Zoetermeer aangesteld als "stadsbouwmeester".

## Bekroningen
- In 1989 kreeg Kilsdonk de Charlotte Köhler Prijs voor architectuur, een aanmoedigingsprijs van het Prins Bernhard Cultuurfonds.[4]
- Verschillende door Kilsdonk ontworpen stations behoren tot “De Collectie”, een in 2009 opgestelde lijst van 50 NS-stations ("stationserfgoed").[5]

## Afbeeldingen van stations

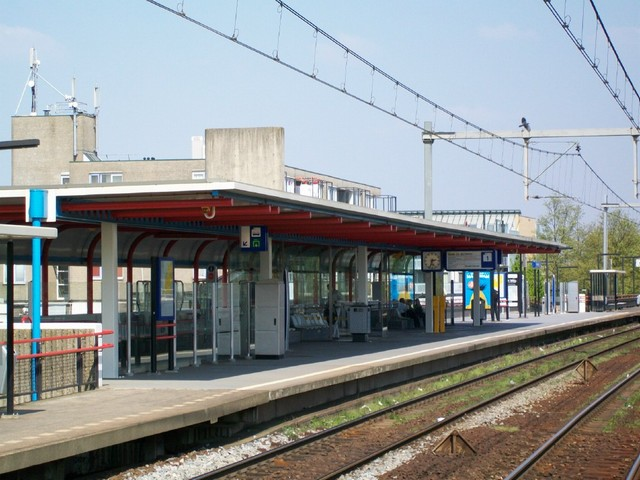
Almere Buiten, perron
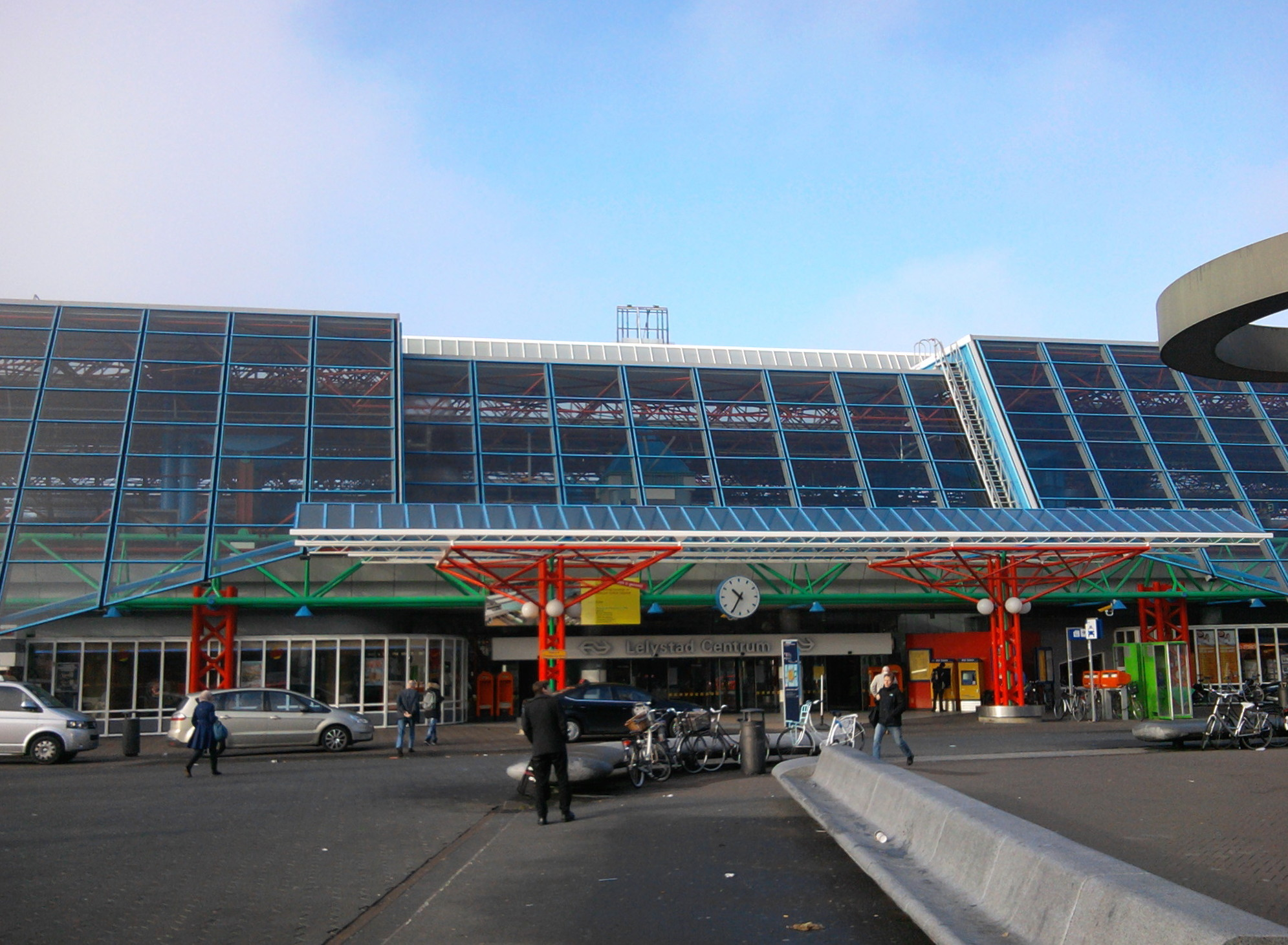
Lelystad Centrum, voorzijde
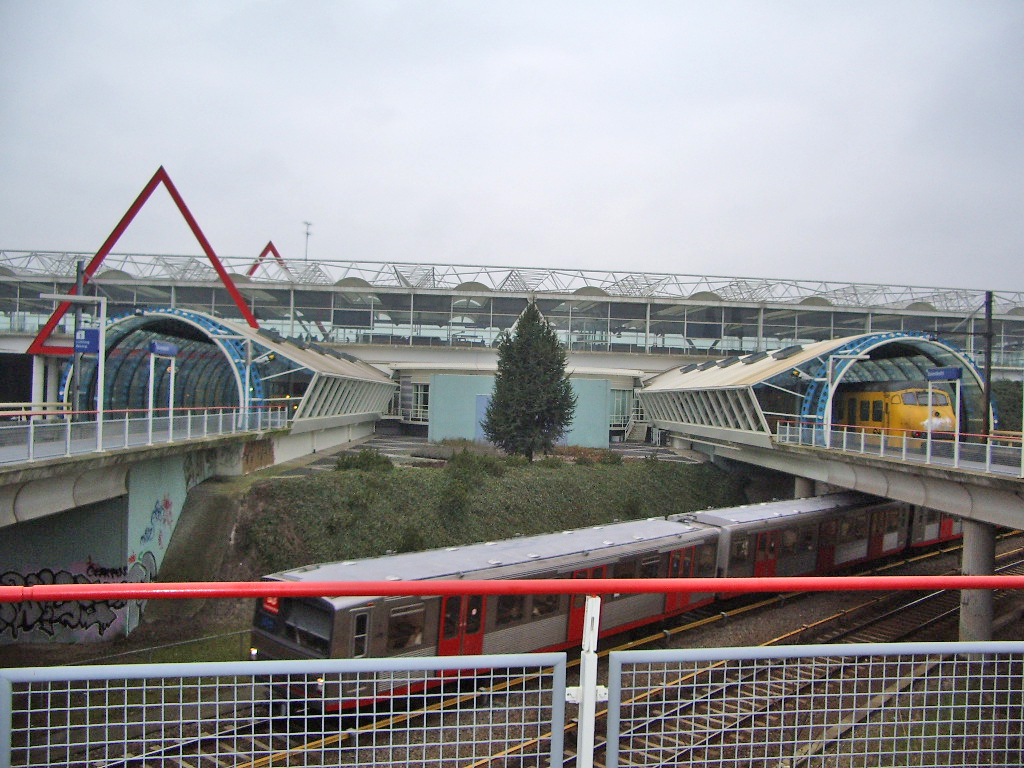
Station Duivendrecht, buitenaanzicht